# Тета Девы
Тета Девы (лат. θ Virginis, 51 Девы (лат. 51 Virginis), HD 114330 — кратная звезда в созвездии Девы на расстоянии приблизительно 292 световых лет (около 89,4 парсек) от Солнца. Возраст звезды определён как около 993 млн лет.

## Характеристики
Первый компонент (HD 114330Aa) — белая звезда спектрального класса A0IV, или A0, или A1IVs. Визуальная звёздная величина звезды — +4,5m. Масса — около 2,98 солнечной, радиус — около 3,89 солнечного, светимость — около 189,977 солнечных. Эффективная температура — около 9671 K.
Второй компонент (HD 114330Ab) — бело-голубая звезда спектрального класса B8V, или Am. Визуальная звёздная величина звезды — +6,84m. Орбитальный период — около 12023 суток (32,92 года). Удалён на 0,4 угловой секунды.
Третий компонент — красный карлик спектрального класса M. Масса — около 199,39 юпитерианской (0,1903 солнечной). Удалён в среднем на 2,336 а.е..
Четвёртый компонент (TYC 4963-1318-1) — жёлто-белая звезда спектрального класса A5-F2. Визуальная звёздная величина звезды — +9,385m. Масса — около 1,82 солнечной. Эффективная температура — около 6656 K. Орбитальный период — около 4466835 суток (12230 лет). Удалён на 7 угловых секунд.
Пятый компонент (UCAC2 29841369) — оранжевый гигант спектрального класса K2III. Визуальная звёздная величина звезды — +10,38m. Масса — около 1,068 солнечной. Эффективная температура — около 4103 K. Удалён от первого компонента на 71,6 угловой секунды, от второго компонента на 66,7 угловой секунды.

## Описание
Четыре звезды в данной системе обладают общей видимой звёздной величиной 4,37, благодаря чему звезда видна невооружённым глазом.
Главный компонент, Тета Девы Aa является белой звездой главной последовательности спектрального класса A1Vs. Она является частью спектрально-двойной звезды, компоненты которой, Aa и Ab обладают видимыми звёздными величинами +4,49 и +6,83 соответственно. Система имеет орбитальный период около 33,04 года, эксцентриситет составляет 0,9. Более яркий компонент пары обладает периодическим изменением фотометрических свойств и лучевых скоростей с периодом около 0,7 суток, что может давать информацию о периоде вращения.
Вокруг внутренней пары звёзд обращается компонент B с видимой звёздной величиной 9,4, который находится на угловом расстоянии 7,1 угловых секунд. Четвёртый компонент, C располагается в 69,6 угловой секунды и обладает видимой звёздной величиной 10,4.